# Cyanographie
La cyanographie est une pratique artistique issue de la photographie et des arts plastiques, qui permet de créer des images monochromes en bleu.
C'est aussi le nom utilisé pour désigner la technique « cette image est faite en cyanographie » ainsi que les œuvres créées, comme pour l'aquarelle ou la calligraphie « Une exposition de cyanographies ».

## Origine de la cyanographie, le cyanotype
Le cyanotype ou « tirage cyanotype » est un ancien procédé de tirage photographique, inventé en 1842 par John Herschel. Aux prémisses de la photographie, les inventeurs peinaient à stabiliser les sels d'argent qui donneront lieu aux tirages argentiques, John Herschel utilise des sels de fer et de cyanure, citrate d'ammonium ferrique et ferricyanure de potassium et met au point une émulsion photosensible stable.
Cette formule chimique de base a évolué, il existe plusieurs versions connues.
En cyanographie, la formule de l'émulsion peut être modifiée pour obtenir des effets créatifs, il est recommandé d'utiliser de l'eau distillée afin de garder la stabilité chimique. Dans l'optique de faire un tirage cyanotype, l'émulsion est étalée comme un enduit homogène, qui sert de couche photosensible afin de transformer un film négatif en un tirage positif.
La cyanographie se distingue à cette étape, l'émulsion est considérée comme une peinture, son application peut être irrégulière, concentrée ou diluée, recouvrir partiellement le support ou être appliquée en plusieurs couches

## Étymologie
Le mot cyanographie provient de deux racines d'origine grecque :
- le préfixe « cyano » κύανος, kuanos, bleu sombre[5], d'où viennent en français les termes « cyan », « bleu » et « cyanure », le composé chimique utilisé en cyanographie.
- le suffixe « graphie » γράφω grapho : peindre, dessiner, écrire — « écriture », « image ».

Le terme plus court de « cyano » est souvent utilisé, et pour désigner les œuvres, on utilise aussi les termes « image », « peinture », et parfois « photographie ».
Par contre, le terme tirage correspond aux œuvres créées avec une technique proche, le cyanotype (du suffixe « type » du grec τύπος « túpos » empreinte, marque.)
Il n'existe pas de terme spécifique, type cyanographe pour nommer la personne qui fait de la cyanographie, elle peut être tour à tour photographe, peintre, graphiste ou plasticienne... ou tout simplement artiste.

## Matériel

### Choix des supports
L'émulsion peut être étalée sur du papier, du tissu mais aussi sur toute surface qui peut accepter le processus, le bois ou le ciment par exemple.
Le papier doit donc être suffisamment solide ; un annuaire de photographie de 1901 décrit ainsi le papier cyanographique : « (il) doit être de bonne qualité, parfaitement blanc et bien collé ».

### Matrice
La matrice est ce qui est apposé sur le support, dans le cas de la cyanotypie, c'est généralement un négatif photo ; pour la cyanographie, la notion est plus large (ce qui fait une de ses spécificités) :
- négatif photo -en intégralité ou en partie-
- des silhouettes fabriquées comme des découpages papiers
- éléments préexistants, avec ou sans préparation : modèle humain, herbiers, objets posés…[8]
- des dessins, calques[9].

La matrice n'est pas obligatoire, il est possible de peindre à l'émulsion sans utiliser de matrice à l'insolation.

### Outils de base
Les outils sont listés d'après les différentes étapes et constituent une base nécessaire, non exhaustive.
Des indications de sécurité en rapport aux produits chimiques utilisés : les outils doivent être propres, non contaminés par d'anciennes substances et ne contenir aucun élément métallique qui serait mis en contact avec l'émulsion.
- pour préparer l'émulsion : récipients, bâtonnets, balance
- pour étaler l'émulsion : pinceau, éponge, calame, spray, brosse, chiffons, gants… et de l'eau distillée.
- pour l'insolation : une source de rayons ultraviolets, (c'est-à-dire le soleil, un appareil à UV, une insoleuse) et en option une vitre.
- pour les bains de fixation et de rinçage : des bacs, de l'eau du robinet.

## Technique
Le processus est en plusieurs étapes, toutes ne sont pas obligatoires, et certaines peuvent être répétées plusieurs fois à des fins créatives.

### Peindre à l'émulsion photosensible
Cette étape a lieu hors de tout rayon ultraviolet afin de préserver le caractère photosensible de l'émulsion.
Il s'agit d'étaler l'émulsion sur le support, toutes les techniques de peintures sont possibles, par exemple le dessin au calame, la calligraphie au pinceau, la projection du médium, l'imprégnation de type estampe.
L'aspect spécifique de la cyanographie est la possibilité de travailler l'image après la pose de l'émulsion, à l'insolation, en utilisant les techniques de masquage et de négatif. Il est donc utile au moment de peindre de décider si une matrice sera utilisée, et dans ce cas, d'étaler l'émulsion selon les motifs qui seront appliqués par la lumière.
Le cas typique est de dessiner selon le négatif afin de sélectionner une partie de la photographie et de retravailler son aspect, exemple des danseurs de tango dans la cyanographie d'Azul Loeve Cachemir.

### Insolation
Une fois le support sec, il s'agit de l'exposer à une source de rayons ultraviolets, ceux-ci vont transformer l'émulsion d'une légère couleur jaune-vert en un bleu intense.
La couleur finale sera déterminée par la durée de l'insolation et des éventuels masques apposés, par exemple une paire de clefs laisserait son empreinte, ou bien des effets de transparences via des calques vont induire des dégradés de bleu.
Les parties qui n'ont pas été insolées resteront de la couleur du support. Avant de procéder à l'insolation, le calage des éventuelles matrices (négatifs, formes découpées, objets) doit être effectué à l'abri des rayons ultraviolets.
Pendant l'insolation, il peut être nécessaire que le contact entre la matrice et le support soit maintenu fermement à l'aide d'une vitre ou d'un châssis afin d'éviter des ombres non voulues. Celles-ci créent un effet de flou et peuvent tout à fait être recherchées, comme dans le travail de Laurent Millet, Schloss Im Wald zu Bauen, 2012.

### Révélation Fixage
Pour arrêter le processus chimique, il faut plonger le support dans l'eau en agitant le bac.
L'image latente apparait, l'émulsion insolée se fixe sur le support tandis que l'émulsion non insolée se dilue.
Dans le vocabulaire de photographie, cela s'appelle un virage.

#### Virage de tons différents
L'agenda Lumière 1930 indique les moyens de donner aux épreuves au ferrocyanate un ton différent que le bleu:
- Pour un ton rouge lie-de-vin :

Après lavage, l'épreuve est immergée dans une solution très diluée de potasse (ou une solution à 10 % d'ammoniaque à 22 ° Baumé) ; l’épreuve est ensuite rincée abondamment puis portée dans un bain à 10 % de tanin, jusqu'à la reprise de l'intensité de l'image. L'épreuve est alors soigneusement rincée.
- Pour les tons verts

Les eaux de lavage de l'épreuve sont acidifiées légèrement à l'acide sulfurique.
- Pour les tons noirs, deux méthodes :

1. Après le lavage de l'image bleue à l'eau courante, elle est plongée dans une solution de nitrate d'argent à 14 g/l. Après disparition de l'image, l'épreuve est lavée soigneusement puis plongée dans un révélateur à l'oxalate ferreux jusqu'à réapparition de l'image. Les noirs peuvent être renforcés après ce développement par un passage dans une solution à 2 g/l d'acide chlorhydrique puis dans une solution à 1 g/l d'ammoniaque.
2. L'image bleue est lavée dans de l'eau légèrement acidifiée à l'acide nitrique, puis plongée dans un bain alcalin de carbonate de sodium à 40 g/l. L'image disparaît d'abord puis prend une teinte orangée qui vire au noir dans une solution d'acide gallique à 6 g/l.

### Rinçage
Un dernier bain permet de rincer les œuvres et peut être l'occasion de finaliser aussi leur aspect : sur les supports papier et bois, il est alors possible d'atténuer les traits ou d'ajouter de la texture par des opérations de frictions, grattages.
La marge de manœuvre dépend du support et des critères esthétiques visés.

## Artistes
Peu d'artistes se réclament de la cyanographie car cette technique hybride est utilisée par des personnes confirmées dans d'autres domaines ou qui pratiquent plusieurs techniques, la photographie par exemple pour Laurent Millet, la vidéo et les installations plastiques pour Christian Marclay.
Robert Rauschenberg est un des premiers artistes à avoir utilisé le terme cyanographie pour qualifier ses œuvres Pour les fabriquer, il n'utilisait pas de négatif mais une mise en scène posée sur un tissu ou un papier imbibé d'émulsion, souvent une femme avec des accessoires, des feuillages.
En outre, c'est un art émergent, la technique n'est enseignée dans aucune école officielle et l'apprentissage est souvent en autodidacte ou relève du compagnonnage.
Les artistes développent leurs propres techniques et savoir-faire, avec beaucoup d'expérimentation, par exemple Tasha Lewis aux États-Unis, avec son projet Swarm the World composé de milliers de papillons cyanographiques en tissus ; en France, Il y a Charigny Juliette qui mène des recherches et produit des oeuvres cyanographiques sur vitrail Tiffany autour de la photographie animalière et plus largement des rapports changeant entre humains-animaux et holobionte. Egalement, Azul Loeve et ses recherches picturales autour de la figuration abstractive. ; Carasco et ses créations végétales pluridisciplinaires , La Maison Bleue dont les thèmes gravitent autour du réel et de la fiction ; au Chili, Catalina de la Cruz avec son laboratoire d'émulsions photographiques ou Brigit Ber dont les natures mortes sont la traduction d'une expérience vitale et de ses aléas, imbriquant des temporalités, des lieux et des procédés anciens et contemporains d'une grande diversité.

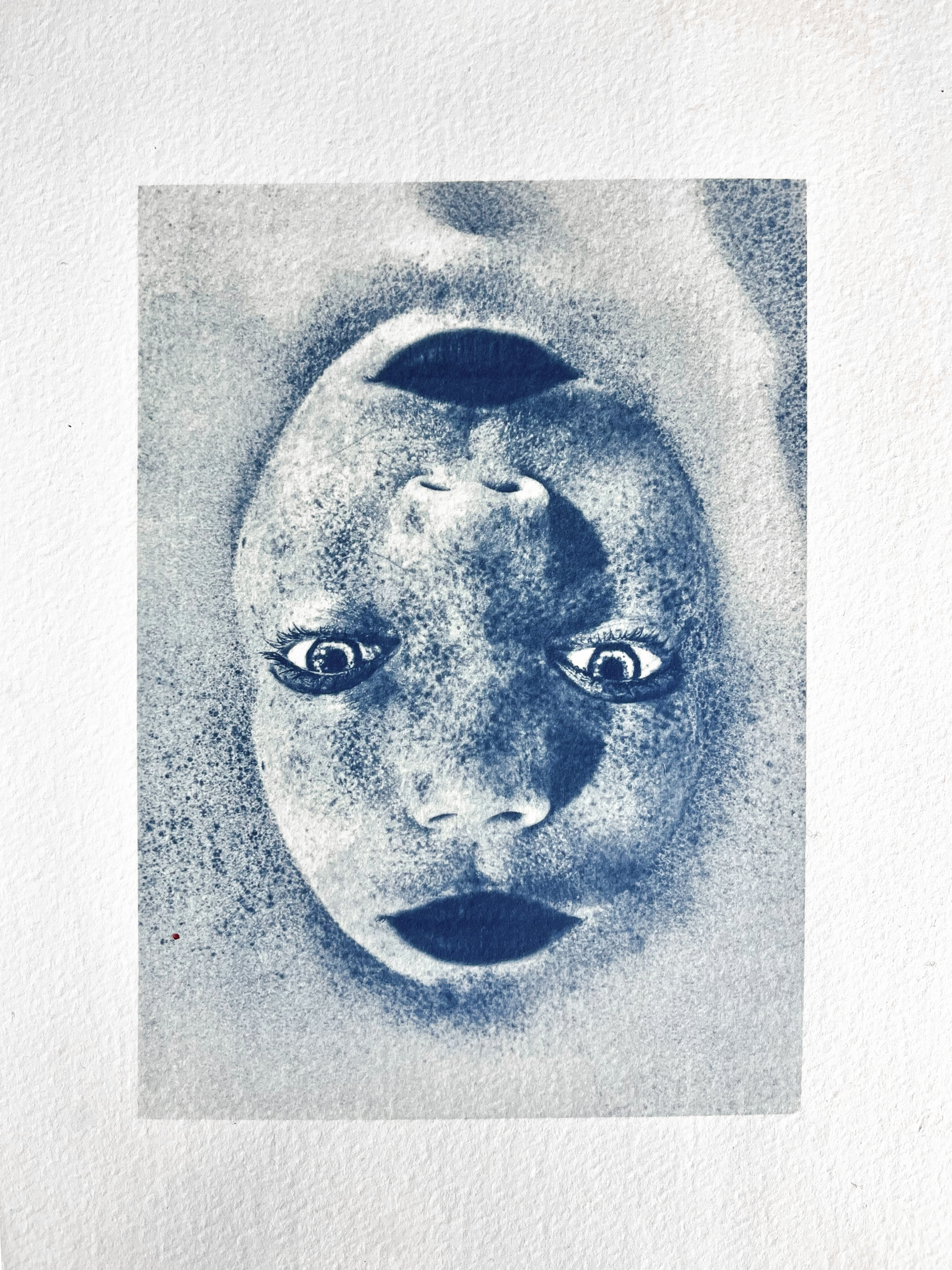
Reine de cœur, La Maison Bleue.